# Matični bromelain
Matični bromelain (EC 3.4.22.32, bromelain, ananasni matični bromelain) je enzim. Ovaj enzim katalizuje sledeću hemijsku reakciju
Široka specifičnost za razlaganje proteina, sa jakom preferencijom za Z-Arg-Arg-NHMec
Ova cisteinska endopeptidaza je izobilno prisutna stabljici ananasne biljke, Ananas comosus.

## Spoljašnje veze
- Stem+bromelain на 